# Hvítserkur (Basaltfelsen)

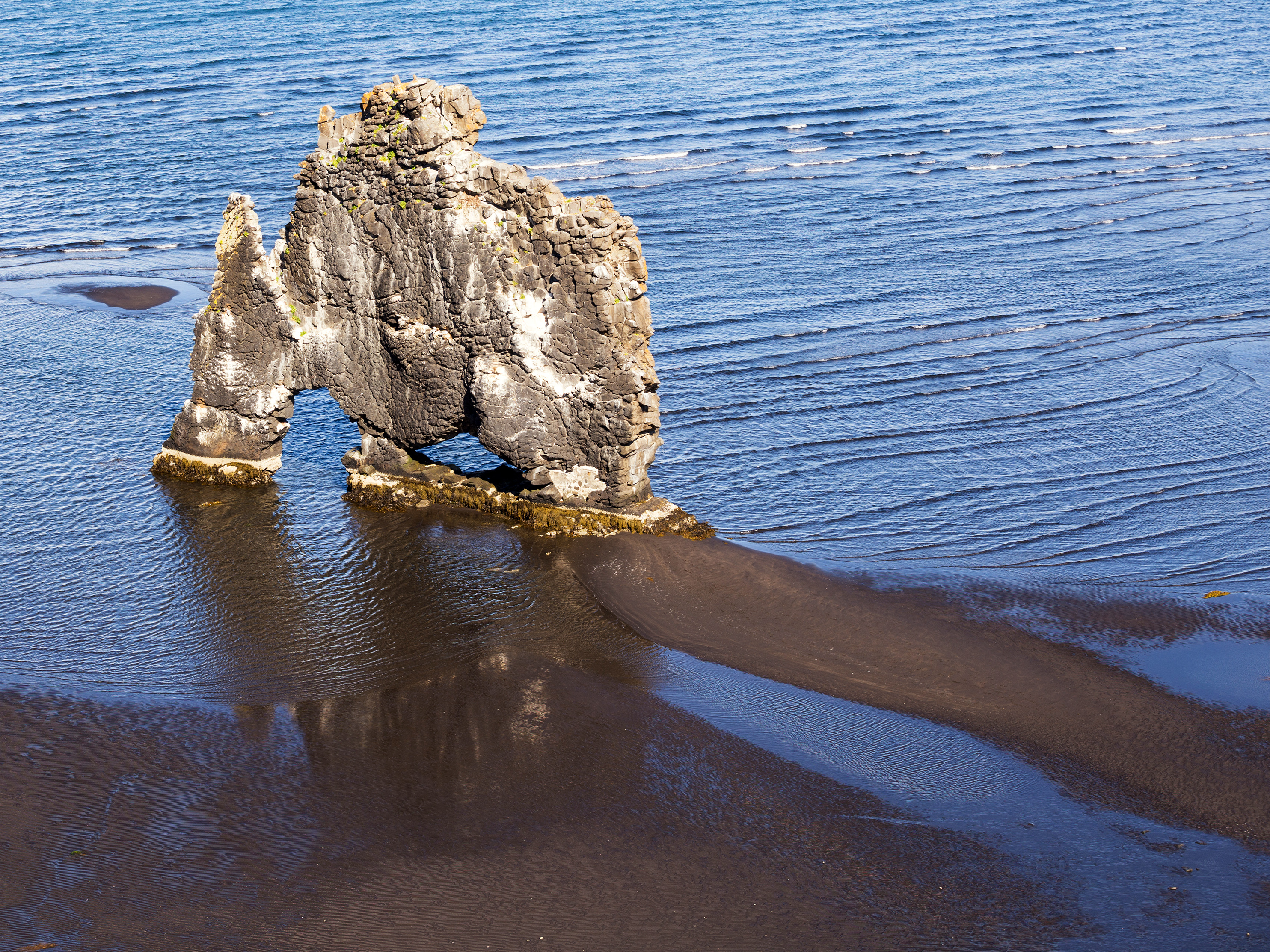
Der Hvítserkur

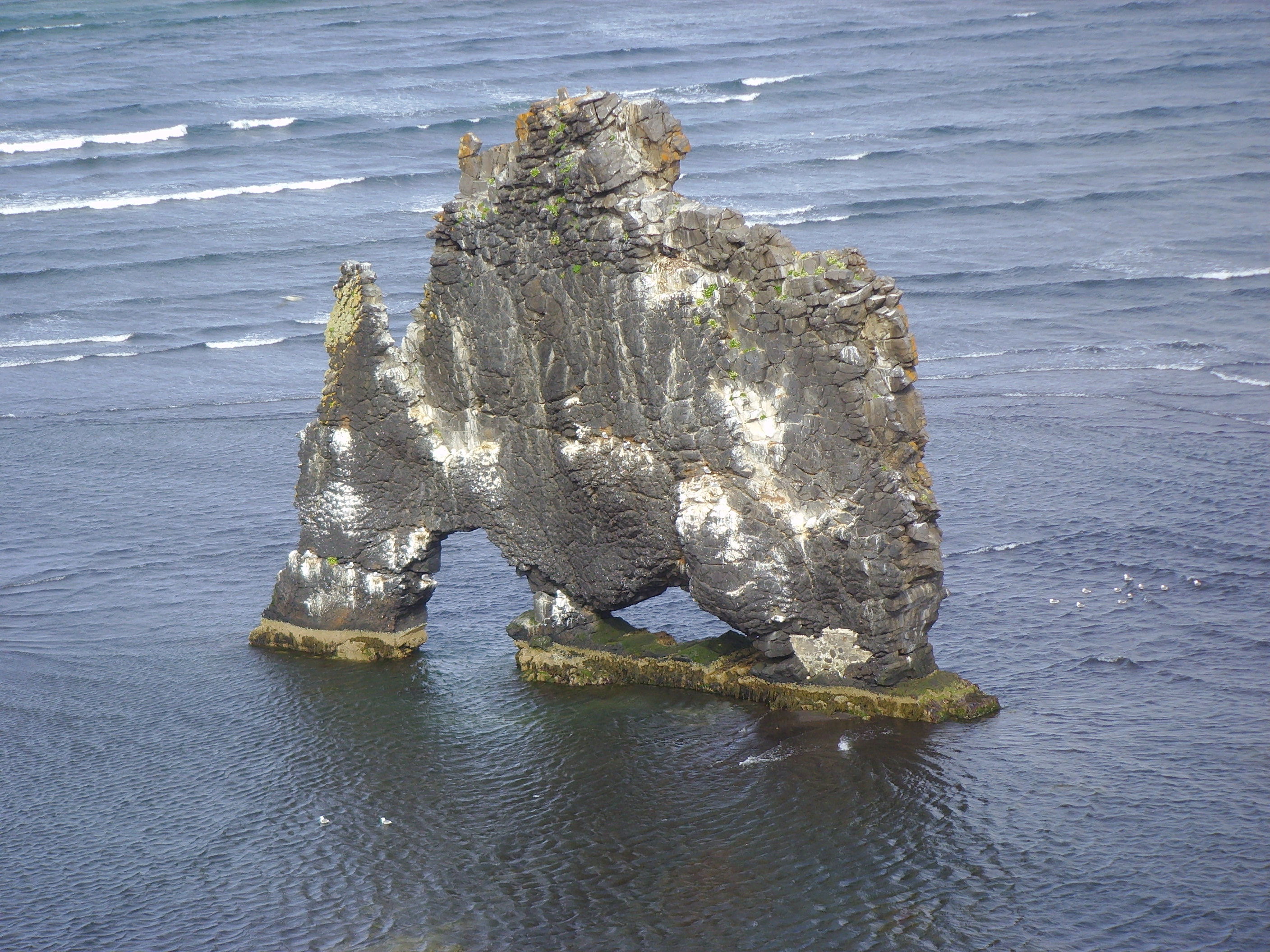
Der Hvítserkur: sieht aus wie Troll mit nach links gesenktem Haupt

Der Hvítserkur (isl. „weißer Kittel“, da er durch Vogelexkremente weiß gefärbt ist) ist ein Basaltfelsen an der Ostküste der Halbinsel Vatnsnes im Nordwesten von Island.
Der etwa 15 m hohe Felsen, der an zwei Stellen ausgehöhlt ist, liegt am Húnafjörður und ist Nistplatz verschiedener Vogelarten, wie etwa der Dreizehenmöwen und des Eissturmvogels.
Einer isländischen Sage nach soll es sich bei dem Felsen um einen Troll handeln, der von der Sonne versteinert wurde, als er das Kloster Þingeyrar mit Steinen bewarf.
1990 wurde eine isländische Briefmarke im Wert von 25 isländischen Kronen mit dem Motiv des Hvítserkur veröffentlicht.

## Anfahrt
Man erreicht den Felsen über den Vatnsnesvegur  und der Hvítserksvegur 713 führt weiter bis zum Parkplatz.